# Andrena singularis
Andrena singularis là một loài Hymenoptera trong họ Andrenidae. Loài này được Viereck mô tả khoa học năm 1924.